# Batorz (plaats)
Batorz is een dorp in het Poolse woiwodschap Lublin, in het district Janowski. De plaats maakt deel uit van de gemeente Batorz en telt 1100 inwoners.